# Gertrude Sandmann
Gertrude Sandmann, née le 16 novembre 1893 et morte le 6 janvier 1981, est une artiste peintre allemande, survivante de l'Holocauste.

## Biographie
Elle naît dans une riche famille allemande juive et étudie à l'école créée par l'Association des femmes artistes de Berlin. Käthe Kollwitz la forme personnellement. En 1935, suivant les lois de Nuremberg, il lui est interdit d'exercer sa profession. En 1942, elle reçoit un ordre de déportation qu'elle ignore : elle simule son propre suicide et se cache chez des amis à Berlin jusqu'à la fin de la guerre. Elle vit dans un appartement à Berlin-Schöneberg jusqu'à la fin de sa vie.
Après la guerre, elle milite pour améliorer les droits et la visibilité des personnes LGBT, notamment dans le groupe L74 (Lesbos 1974),. Une grande partie de son œuvre est conservée par le Potsdam Museum (de).
Elle a fait l'objet d'une rétrospective du 11 février au 1er mai 2011 à la Haus am Kleistpark.